# یواخیمووو
یواخیمووو (به لاتین: Joachimowo) یک روستا در لهستان است که در گمینا مرانگووو واقع شده‌است.